# Emil Muller
Emil Muller (Karlsruhe, ... – ...; fl. XX secolo) è stato un militare tedesco che fu processato e condannato nel processo di Lipsia del 1921.
Muller nacque a Karlsruhe e lavorò come avvocato prima di entrare in esercito. Fu nominato capo del campo di prigionia Flavy de Martel dove erano detenuti circa 1000 prigionieri. Fra le accuse mosse contro di lui dopo la fine della prima guerra mondiale vi fu l'incapacità di mantenere una condizione decente del campo che ha portato alla morte di molti come risultato della dissenteria e l'incapacità di impedire la commissione di reati e di punire i responsabili degli stessi, così come la violenza fisica diretta verso i prigionieri.
Fu condannato a sei mesi.
Il termine Responsabilità di comando fu applicata per la prima volta nel processo di Muller.